# Trzaski (Lubanowo)
Trzaski – przysiółek wsi Lubanowo położony w województwie zachodniopomorskim, w powiecie gryfińskim, w gminie Banie, oddalony od głównej wsi Lubanowo ok. 1 km.
W 2003 r. przysiółek miał 3 mieszkańców.
W latach 1975–1998 miejscowość administracyjnie należała do województwa szczecińskiego.